# 短花水金京
短花水金京（学名：Wendlandia formosana sp. breviflora）为茜草科水锦树属下的一个亚种。